# 吉布內島
吉布內島（英語：Gibbney Island）是南極洲的島嶼，位於麥克羅伯特森地，處於霍姆灣西部，根據挪威探險隊拍攝的空中照片繪入地圖，現時由南極條約體系管理。